# 钙黏素

基于钙黏素的细胞连接的结构蛋白的主要相互作用。肌动蛋白丝（actin filament）连接到α辅肌动蛋白（α-actinin），通过纽蛋白（vinculin）连接到膜上。纽蛋白的头部通过α-，ß-和γ-连环素连接到E-钙黏素。纽蛋白尾部结合到了膜脂和肌动蛋白丝。

钙黏素（cadherins，calcium-dependent adhesion））又称钙黏着蛋白、钙黏合素，是一类I型跨膜糖蛋白，由日本科學家竹市雅俊發現並命名。它们在细胞连接中扮演重要角色，保证了细胞在组织中彼此结合。发挥它们的功能需要钙离子（Ca2+），因此得名。
钙黏素超家族包括：钙黏蛋白，原钙黏蛋白（protocadherin），桥粒黏蛋白（desmogleins），桥粒胶蛋白（desmocollins）等。它们在结构方面，共享了“钙黏素重复”的胞外钙离子-结合结构域。钙黏素分为若干类型，每一类用一个前缀表示（一般地，表示了其与哪一类组织相关）。已在细胞培养和发育过程中观察到，包含某一特定钙黏素亚型的细胞趋向于簇集在一起而排斥包含其他类别的细胞。例如，包含N-钙黏素的细胞趋向于同其他表达N-钙黏素的细胞聚集在一起。然而，也要注意到细胞培养实验中，混合速度可以影响其同型（homotypic）特异性的程度。此外，其他若干小组在不同的实验中观察到异型结合亲和性（即，不同类型的钙黏素结合在一起）。目前一种模型主张细胞基于动力学特异性而非热力学特异性来区分钙黏素亚型，理由是不同的钙黏素同型键具有不同的寿命。

## 类型
钙黏素家族的不同成员在不同的位置出现。E-钙黏素位于上皮组织；N-钙黏素在神经元中；P-钙黏素在胎盘中。T-钙黏素没有胞浆结构域且必须系链到质膜上。
（上皮）E-钙黏素是研究最为透彻的钙黏素家族成员。它由胞外结构域5个钙黏素重复（EC1~EC5），一个跨膜结构域及一个结合p120连环素-和ß-连环素的胞内结构域组成。胞内结构域包括一个高度磷酸化的区域，该区域对其与ß-连环素的结合，继而对于E-钙黏素的功能至关重要。
上皮细胞中，含E-钙黏素的细胞间连接经常毗邻含肌动蛋白的细胞骨架的微丝。
E-钙黏素首先表达在哺乳动物发育的2细胞期，在8细胞期被磷酸化，而导致紧密化（compaction）。成年组织中，E-钙黏素在上皮组织中表达，以5小时的半衰期在细胞表面持续更新。
癌症的发展和转移牵涉了E-钙黏素功能或表达的缺失。 E-钙黏素下调降低了一个组织内细胞黏附的强度，导致细胞活动性（motility）增加。这可以转而允许癌细胞穿过基底膜入侵周围组织。
E-钙黏素也被病理学家用于诊断不同类型的乳腺癌。与浸润性导管癌相比，免疫组化研究中大部分浸润性小叶癌的E-钙黏素表达明显减少或消失。

## 备注
1. ↑  由于“黏蛋白”（mucin）与“黏着蛋白”、“黏附蛋白”（adhesin）意义不同，术语在线未采用“钙-黏蛋白”此翻译。

## 延伸閱讀
- Beavon IR. . Eur. J. Cancer. 2000, 36 (13 Spec No): 1607–20. PMID 10959047. doi:10.1016/S0959-8049(00)00158-1.
- Berx G, Becker KF, Höfler H, van Roy F. . Hum. Mutat. 1998, 12 (4): 226–37. PMID 9744472. doi:10.1002/(SICI)1098-1004(1998)12:4<226::AID-HUMU2>3.0.CO;2-D.
- Bryant DM, Stow JL. . Trends Cell Biol. 2005, 14 (8): 427–34. PMID 15308209. doi:10.1016/j.tcb.2004.07.007.
- Chun YS, Lindor NM, Smyrk TC,  et al. . Cancer. 2001, 92 (1): 181–7. PMID 11443625. doi:10.1002/1097-0142(20010701)92:1<181::AID-CNCR1307>3.0.CO;2-J.
- Georgolios A, Batistatou A, Manolopoulos L, Charalabopoulos K. . J. Exp. Clin. Cancer Res. 2006, 25 (1): 5–14. PMID 16761612.
- Hazan RB, Qiao R, Keren R,  et al. . Ann. N. Y. Acad. Sci. 2004, 1014 (1): 155–63. PMID 15153430. doi:10.1196/annals.1294.016.
- Moran CJ, Joyce M, McAnena OJ. . Eur J Surg Oncol. 2005, 31 (3): 259–64. PMID 15780560. doi:10.1016/j.ejso.2004.12.010.
- Reynolds AB, Carnahan RH. . Semin. Cell Dev. Biol. 2005, 15 (6): 657–63. PMID 15561585. doi:10.1016/j.semcdb.2004.09.003.
- Wang HD, Ren J, Zhang L. . World J. Gastroenterol. 2004, 10 (21): 3088–93. PMID 15457549.
- Wijnhoven BP, Dinjens WN, Pignatelli M. . The British journal of surgery. 2000, 87 (8): 992–1005. PMID 10931041. doi:10.1046/j.1365-2168.2000.01513.x.
- Wilson PD. . J. Am. Soc. Nephrol. 2001, 12 (4): 834–45. PMID 11274246.
- Renaud-Young M, Gallin WJ. . Journal of Biological Chemistry. 2002, 277 (42): 39609–39616. PMID 12154084. doi:10.1074/jbc.M201256200.

## 外部連結
- Cadherin domain （页面存档备份，存于） in PROSITE
- The cadherin family
- Alberts, Bruce. Molecular Biology of the Cell （页面存档备份，存于）
- The Cadherin Resource （页面存档备份，存于）
- IPR002126
- （页面存档备份，存于）
- “Cadherin adhesome at a glance”. J Cell Sci 126, 373-378 （页面存档备份，存于）